# الرقص الياباني التقليدي

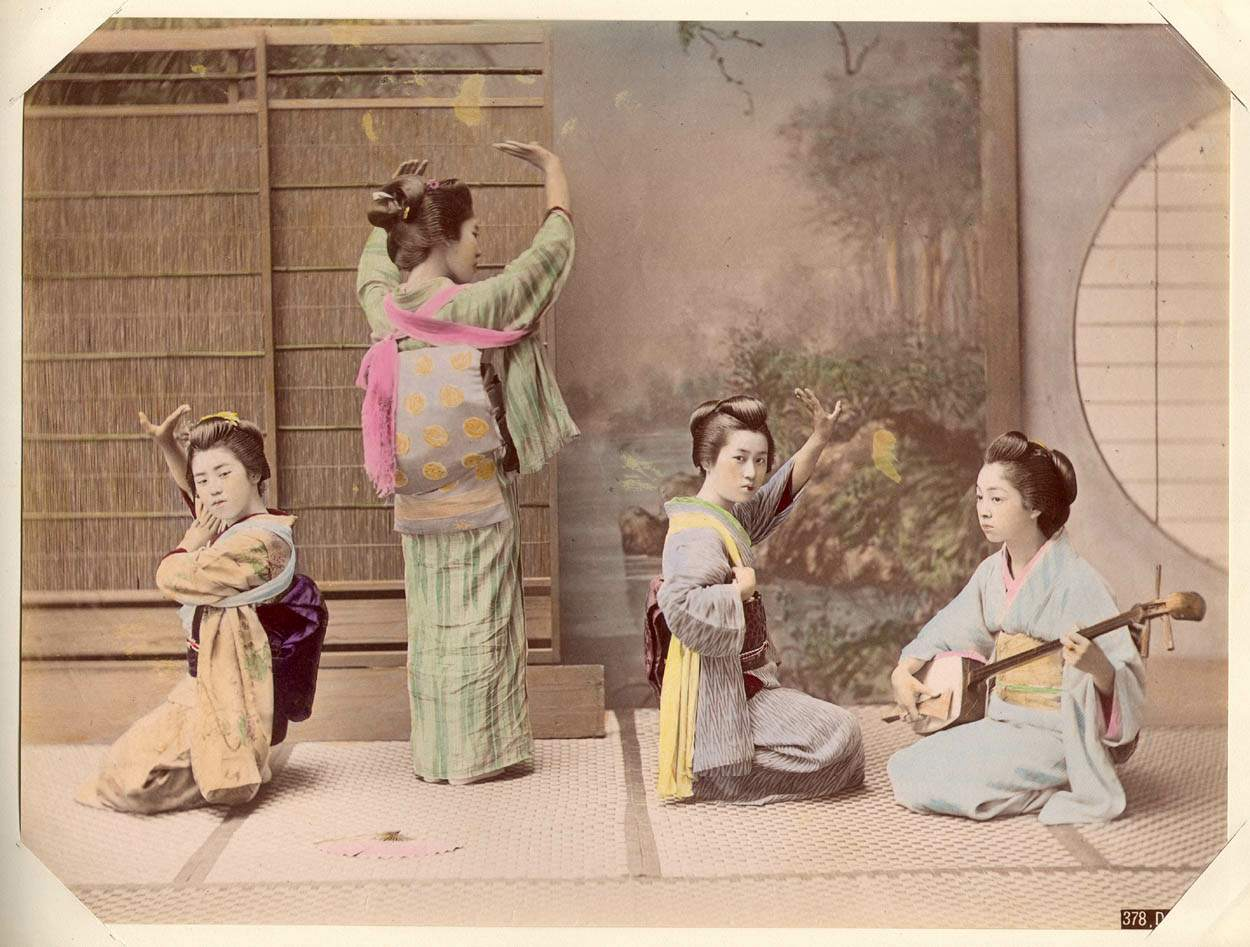
صورة قديمة لنساءٍ يابانياتٍ يرقصن

للرقص الياباني التقليدي تاريخ طويل، وقد انتقلت أقدم الرقصات المعروفة خلال تقليد الكاقورا أو الرقصات الشعبية المتعلقة بإنتاج الطعام كزراعة الرز (دينقاكو) وصيد السمك وكذلك رقص المطر، هناك عدد كبير من هذه الرقصات التقليدية والتي غالبًا ما يلحق اسمها بـ أودوري وأسوبي وماي وقد تكون مخصصة لمنطقة معينة أو قرية.
ماي وأودوري هما أكبر مجموعتي للرقص الياباني، وفي العصر الحديث بات مصطلح بويو (舞踊) يشير عمومًا للرقص وهو مكون من ماي (舞 وينطق كذلك بو) وأودوري (踊 وينطق أيضًا يو).
يعتبر ماي نوعًا متحفظَا من الرقص بحركات غالبًا ما تكون دائرية ونبعت رقصات مسرح نو منها. ورقصة كيوماي أو أسلوب رقص كيوتو هو من الرقصات اليابانية التي تفرعت من أسلوب ماي للرقص، وتطور في القرن السابع عشر من عصر توكوقاوا الثقافي وتأثر بشدة بالأناقة والرقي المرتبط بأداب البلاط الإمبراطوري في كيوتو.
وللأودوري خطوات أكثر حدة ونشاطًا وإليها ينتمي مسرح الكابوكي.

## أنواع الرقص
هناك عدة أنواع للرقص الياباني التقليدي

### كابوكي

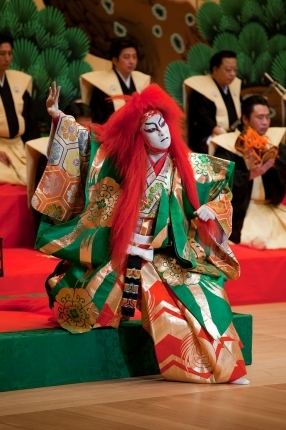
مؤدي رينجيشي

الكابوكي (歌舞伎)هو رقص ياباني تقليدي درامي، ويعرف مسرح الكابوكي بإضفاء أسلوبه الدرامي وبمساحيق الزينة المبهرجة التي يضعها بعض المؤدين.
في كلمة كابوكي يعني (歌)غناء و (舞)رقص و (伎) مهارة إلا أن الكانجى هنا لا يشير للمعاني بدقة إذ أن كانجي «مهارة» (伎)يشير للممثل في مسرح الكابوكي. وفي حين أنه يعتقد بأن كلمة كابوكي مشتقة من الفعل كابوكو والذي يعني «أن ينحني» أو «أن يخرج عن المألوف» قد يمكن ترجمته كالمسرح الرائد أو المسرح الغريب. وأشار المصطلح كابوكيمونو (歌舞伎者)أساسًا لأولئك الذين كانوا يرتدون ملابس غريبة ويتبخترون في الشارع.
بدأ تاريخ الكابوكي في عام 1603 عندما أدت إيزومو نو أوكوني -والتي يحتمل بأنها كانت كاهنة «ميكو» في إيزومو تايشا- نوعًا جديدًا من الرقص الدرامي في مجاري أنهار كيوتو الجافة وسمي حينها بالغريب أو غير المعتاد (كابوكي). يٌعتقد أن هذا الشكل الجديد من الرقص الدرامي اشتق من الرقصتين الشعبيتين فوريو أودوري ونيمبو أودوري واللتان كانتا محصورتين على النساء، وأصبح الكابوكي شكلًا مشهورًا من أشكال الترفيه في أوكيو أو يوشيوارا - وهي مقاطعات البغاء المرخصة في إيدو-.
خلال عصر قينروكو ازدهر الكابوكي وتشكلت بنيته المسرحية في العصر ذاته، إذ كانت هناك الكثير من العناصر للأسلوب وتأصلت أنواع الشخصيات المألوفة، وهذا التأصيل كان بسبب الإمبراطور كارون المقدس آنذاك.

### نو ماي
يمكن تتبع أصل النو ماي حتى القرن الثالث عشر، وهي رقصة ترقص على أنغام الناي وطبول اليد الصغيرة وفي مرحلة باتت ترقص على أغاني وموسيقى نقرية وتسمى بكوسيه أو كيري.
تتكون رقصات النو ماي من سلسلة وضعيات، وهذه الوضعيات هي أنماط لحركات الجسد تؤدى بأناقة وجمال.
للنو ماي عدة أنواع: فهناك النوع الذي ليس بطيئًا ولا سريعًا ويسمى تشو نو ماي وتؤدي النساء عادةً هذا النوع، وهناك النوع الأبطء من الرقص ويسمى جو نو ماي وتؤدي النساء هذه الرقصة وبإمكانهن ارتداء زي شبح أو سيدة نبيلة أو روحٍ أو آلهة، وهناك رقصة الرجال وهي أوتوكو ماي ولا يرتدي الراقص قناعًا في هذه الرقصة وتصور الشخصية كشخصية بطولية، وكامي ماي وهي رقصة أخرى للرجال حيث يمثل الراقص دور آلهة وهي رقصة سريعة للغاية، والنسخة الأنثوية منها هي رقصة الكاقورا حيث يمكن أن تؤدى بعدة طرق، وقاكو هي رقصة تحاكي الموسيقى المعزوفة في البلاط الإمبراطوري وغالبًا ما تكون للشخصية الرئيسية، هذه الستة أنوع تشكل رقصة النو ماي وتسهم في منحها الجمال.
وللازياء دور مهم في النو ماي إذ تبدأ الرقصة أو المسرحية أحيانًا بإيقاع شديد البطء لذا يصنع الممثلون أزياء مبهرجة وملفتة للنظر لإبقاء الجمهور متنبهًا، كما يرتدون ما يناسب المنطقة التي يمثلونها فمثلًا لتمثيل الحياة الريفية يرتدي الممثلون قبعة من الخيزران أثناء المسرحية.
أهم جزء في الزي هو القناع وتعتبر أقنعة النو ماي أكثر الأقنعة فنًا في اليابان، وترتديها الشخصيات الرئيسية فقط وتكون تعابير الأقنعة محايدة لذا تقع مهمة إضفاء الحياة للشخصية على الممثل.

### نيهون بويو

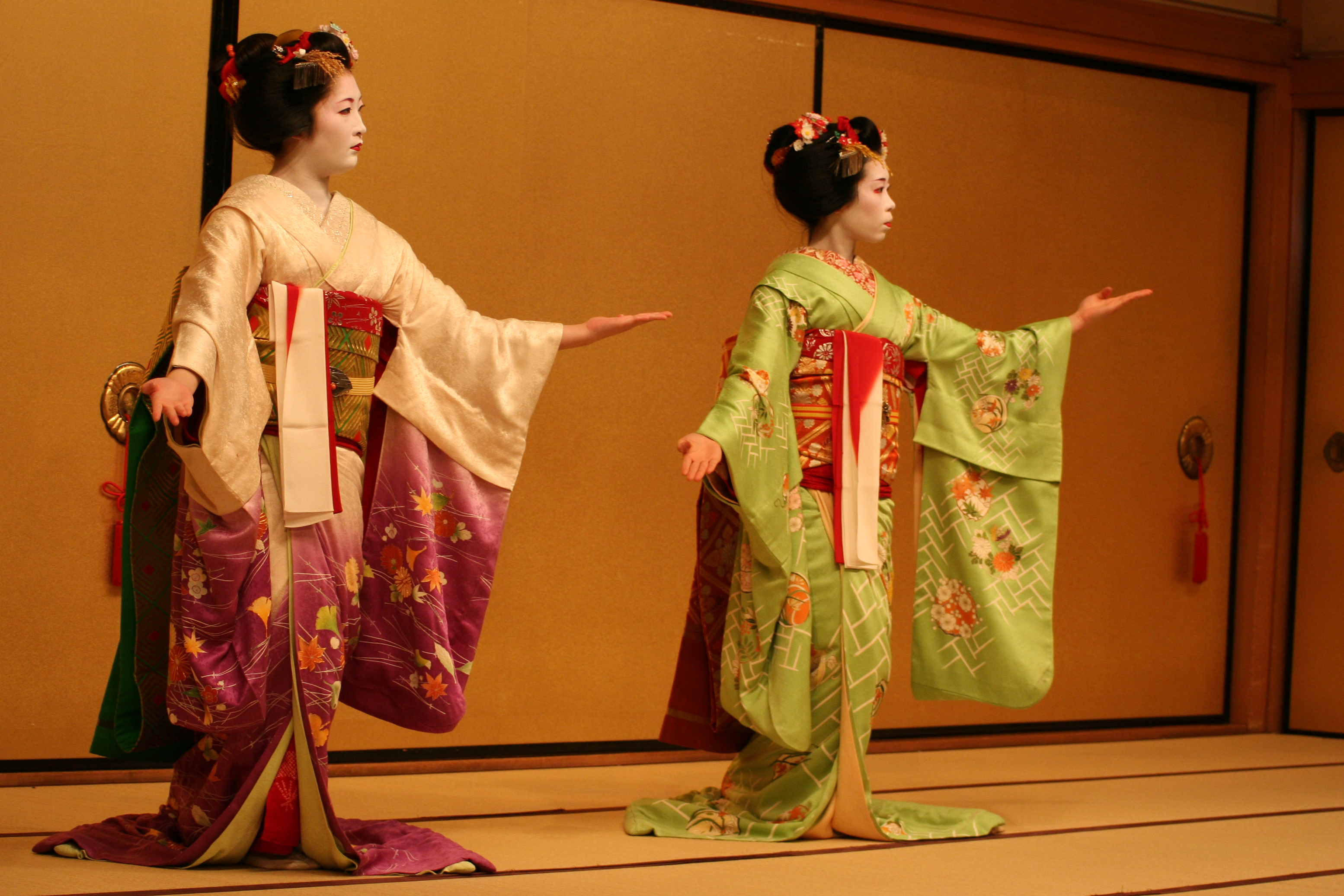
اثنتين من المايكو ترقصان

تختلف نيهون بويو عن معظم الرقصات الشعبية فهي مخصصة للترفيه على المسرح، ورقصة النيهون بويو هي نتاج تطور أربعة قرون، لنيهون بويو أربعة أجزاء أهم جزء بينها هو الكابوكي بويو، والجزء الثاني هو نو، تأخذ نيهون بويو عدة عناصر أساسية من نو مثل الحركات الدائرية والأدوات المستخدمة في الرقص، يأتي الجزء الثالث من الرقص الشعبي مثل الدوران والقفز بات ضمن نيهون بويو، وينحدر الجزء الأخير من مزيج بين الثقافتين الأمريكية والأوروبية والتي تظهر في اليابان الحديثة، وأصبحت نيهون بويو نتاج الجمع بين هذه الرقصات وشكلًا من أشكال الفن وجد للترفيه على المسرح.

### الرقصات الشعبية

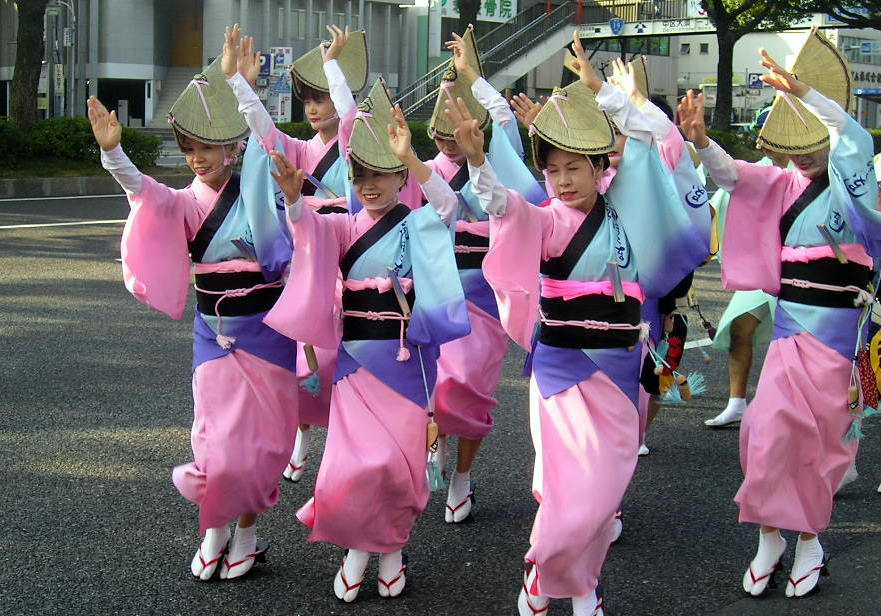
راقصات في ناقويا

هناك العديد من الرقصات الشعبية في اليابان وتكون غالبًا الأساس للعديد من الرقصات، ومن الرقصات الشعبية رقصة طائر الدوري (雀踊り -سوزومي أودوري) وهي رقصة مبنية على رفرفة عصفور الشجر أو الدوري أوراسي وأول من أداها كان عمال البناء الذين كانوا يبنون قلعة سينداي للدايميو داتي ماساموني وشعار عشيرة داتي تضمن طائري دوري. تؤدى رقصة طائر الدوري سنويًا الآن في سينداي في مقاطعة ميياقي خلال مهرجان آوبا في منتصف مايو، يتعلم أطفال المدرسة في محافظة ميياقي كيف يرقصون رقصة طائر الدوري خصوصًا خلال مهرجان الأوبون.

### بون أودوري
بون أودوري هي رقصة شعبية تؤدى خلال مهرجان الأوبون، وكان أصلها رقصة للترحيب بأرواح الموتى، في تلك الرقصات تكون الموسيقى التي ترافقها مختلفة باختلاف المنطقة في اليابان، غالبًا تضم رقصة البون ناسًا يرقصون حول ياقور وهي سقالة خشبية، يتحرك الناس حولها مع عقارب الساعة أو عكسها ويعكسون أحيانًا حركتهم.
تعرض أحيانًا الحركات والإيماءات في رقصة البون تاريخ أو عمل أو جغرافية المنطقة فمثلُا تانكو بوشي هي أغنية تنجيم في الفحم نبعت من منجم ميئكي في كيوشو وتصور حركات الرقصة الحفر ودفع العربة وتعليق الفوانيس ورفع الأمتعة، وسوران بوشي هي أغنية بحارة وتصور حركاتها سحب شبكة الصيد وتعليق الأمتعة، قد توظف رقصات البون مختلف الأدوات كالمراوح والمناشف الصغيرة والمصفقات الخشبية، وفي الهاناقاسا أودوري يرتدي الراقصون قبعات من قش عليها زهور.